# Joana Figueira
Joana Figueira é uma actriz portuguesa que participou na série cómica O Prédio do Vasco e na novela da TVI, Fala-me de Amor. Participou ainda na série de Morangos com Açúcar. Fez também vários papéis de comédia no programa da As Tardes da Júlia juntamente com Carlos Areia. 

## Televisão
- Os Trapalhões em Portugal (1995)
- Camilo e Filho (1995) - Carolina
- Lélé e Zequinha (1997)
- Não Há Duas Sem Três (1997) - Modelo
- Médico de Família (1998) - Carla
- Um Sarilho Chamado Marina (1998)
- Nós os Ricos (1999) - Enfermeira
- Capitão Roby  (2000) - Fátima
- Ajuste de Contas  (2000) - Bina
- Olhos de Água (2001) - Ilda
- Ganância (2001) - Judite
- Super Pai (2001-2002) - Mónica
- Amanhecer (2002-2003) - Dora Carvalho
- A Ferreirinha (2004) - Rosário
- O Prédio do Vasco (2003-2004) - Pituxa[1]
- Inspector Max (2005) - Laura
- Ninguém como Tu (2005) - Ofélia
- Fala-me de Amor (2006) - Sandra Reis Parreira
- Morangos Com Açúcar IV (2006-2007) - Fernanda Correia
- As Tardes da Júlia (2007-2009) - Várias personagens
- Morangos Com Açúcar VI (2008-2009) - Leonor Vaz
- Sedução (2010-2011) - Lurdes
- Dancin' Days (2012-2013) - Elvira Pereira